# ランドローバー・200Tdiエンジン
ランドローバー・200Tdiエンジン(Land Rover 200Tdi engine)はランドローバーの直列４気筒ディーゼルエンジンである。
1989年から1994年まで生産された。

## 概要
ランドローバーは1989年に第３の車種としてディスカバリーを発売し、ディーゼルバージョンのエンジンは200Tdiと呼ばれた。カタログ上はL型エンジンと記載している。
ディスカバリーはレンジローバーベースのSUVとしてヨーロッパで最も売れた4×4となった。 成功の主な理由の1つは、その画期的なターボディーゼルエンジンにある。このエンジンはランドローバー最初の大量生産された小排気量（大型トラックエンジンではない）直噴ディーゼルエンジンである。
1985年頃からランドローバーは独自の４気筒のディーゼルエンジンの開発に着手した。コードネームジェミニ（Gemini）の下で開発されたエンジンは、当初はすべてのランドローバーの車種で使用され、ターボ過給および自然吸気のディーゼルバージョンとキャブレター供給ガソリンバージョンが生産される計画だった。このターボ過給エンジンのパフォーマンスと経済性は他のどのユニットよりも優れていたため他のバージョンは生産されなかった。
生産上の理由から、既存の機械で機械加工する必要があったため、既存の2.5リットルディーゼルエンジンと同じブロックとクランクシャフトを使用し、また、古いエンジンで使用されていた多くの補助部品も使用している。
アルミニウム合金 シリンダーヘッドにより重量と騒音が低減され、新しいボッシュインジェクションシステムにより走行特性が改善され、始動性能が向上した。
200Tdiの名称は最大トルクが195lb ftで約200、Tはターボ（Turbochaged）、diは直噴インタークーラー(Direct-injection inter-cooled)の文字からきている。
200Tdiエンジンは1990年の後半にデチューンしてランドローバー（ 後にディフェンダーと改名）のファルコンターボディーゼルエンジンに代わって搭載された。そして間もなくノンターボディーゼルのディフェンダーも同様に置き換えられ、1993年からはディフェンダーの標準エンジンとなった。 200Tdiはまったく新しいコンポーネントを使用しているがDefenderのパッケージング制限によりタイミングベルトシステムやケースなどをそれまでのDiesel Turboと共有している。ディスカバリーバージョンのエンジンと最も明らかな相違点はターボチャージャーがエキゾーストマニホールドの下に隠れているのではなく、マニホールドの上にあることにある。
1992年、200TdiエンジンはそれまでのレンジローバーのディーゼルバージョンであるVMエンジンを積んだTurboDに代わってレンジローバーに搭載され、レンジローバーTdiとして発売された。ディーゼルエンジン搭載レンジローバーのフラッグシップモデルとして知られる様になった。
1994年モデルだけであるが200TdiエンジンはディスカバリーでATが装備された。
1994年になって200Tdiは同様の基本コンセプトを持つ300Tdiエンジンに置き換えられた。
ランドローバー愛好家からはまだ高く評価されており、適切なメンテナンスで300,000マイル（480,000 km）を超える使用が可能な強力で長寿命のユニットとしての地位を確立している。  
　日本の正規デーラーであるローバージャパンが発売した200Tdiエンジンを搭載した車種はディスカバリーのみであり、1991年10月から1994年までに発売されたものだけである。
用途 ：ランドローバーディフェンダー、ディスカバリー、レンジローバー

レイアウト: 直列4気筒
ブロック/ヘッド: 鋳造鉄/アルミニウム合金
バルブ: OHV, ベルトドライブカムシャフト, プッシュロッド
排気量: 2,495 cc
ボアxストローク: 90.47 mm x 97 mm
圧縮比: 19:1
燃料噴射装置: ボッシュVEロータリーポンプ + ボッシュ2ステージインジェクター )
過給器: ギャレットT25ターボチャージャー
最高出力: 83 kW / 4,000 rpm (ディフェンダー:80kw/3,800rpm)
最大トルク: 264 N·m / 1,800 rpm (ディフェンダー:255N.m/1,800rpm)
販売期間: 1989年-1994年
搭載車種: ランドローバー・ディフェンダー, ランドローバー・ディスカバリー, ランドローバー・レンジローバー, 
エンジン型式
11L:ディフェンダー
12L：ディスカバリー　全モデル
14L :レンジローバーマニュアルトランスミッション